# João Correia de Oliveira
João Correia de Oliveira (* 1881 in São Pedro do Sul, Portugal; † 1960 in Esposende, Portugal) war ein portugiesischer Dramatiker. Er war der Bruder von António Correia de Oliveira, in dessen Schatten er stets stand.

## Leben und Wirken
João Correia de Oliveira wurde in São Pedro de Sul geboren. Zeitlebens war er bei Zeitschriften beschäftigt, so war er von 1915 bis 1926 Literarischer Direktor der Zeitschrift "Contemporanea". Auch als Übersetzer war er tätig. Er konnte durch den übergroßen Schatten, den sein berühmter Bruder warf, keine so große Bekanntheit erlangen, war als Dramatiker aber geschätzt. Unter den Pseudonymen João da Beira und João Norte schrieb er für diverse Zeitschriften, so für A Arte. Die meisten Zeitschriften, für die er schrieb, waren heimatlich oder nationalistisch geprägt. Auch schrieb er für Zeitschriften wie Ave Azul oder Seroes. 

## Werk (Auswahl)
- Os Lobos, (Die Wölfe), (Theaterstück), Uraufführung 1920; 1923 von Rino Lupo verfilmt.
- Ribeirinha, (Theaterstück)
- A Verdade (Die Wahrheit), Theaterstück.
- Liricos, 1946, Lyrik.